# Dżiwan Gasparian
Dżiwan Gasparian, także Jivan Gasparyan, orm. Ջիվան Գասպարյան, ros. Джива́н Гаспаря́н (ur. 12 października 1928 w Solaku, zm. 6 lipca 2021) – ormiański muzyk, profesor konserwatorium imienia Komitasa w Erywaniu.
Był jednym z najbardziej znanych wykonawców grających na duduku. Specjalizował się w ormiańskiej muzyce tradycyjnej, akompaniował też muzykom reprezentującym inne gatunki, takim jak m.in. Hosejn Alizade, Sting, Erkan Oğur, Michael Brook, Peter Gabriel, Brian May, Lionel Richie, Derek Sherinian, Ludovico Einaudi, Boris Griebienszczikow (Akwarium), David Sylvian, Hans Zimmer czy Andreas Vollenweider.